# Amphimallon subparallelum
Amphimallon subparallelum är en skalbaggsart som beskrevs av Escalera 1913. Amphimallon subparallelum ingår i släktet Amphimallon och familjen Melolonthidae. Inga underarter finns listade i Catalogue of Life.